# Gliese 832 b
Gliese 832 b – planeta pozasłoneczna typu gazowy olbrzym orbitująca wokół czerwonego karła o oznaczeniu Gliese 832.

## Nazwa
Nazwa pochodzi od oznaczenia gwiazdy w katalogu Gliesego, numer „832” to numer kolejny gwiazdy, a litera „b” oznacza, że jest to pierwsza odkryta planeta tej gwiazdy. Gwiazda Gliese 832 znana jest także jako HD 204961, HIP 106440 i LHS 3685.

## Odkrycie
Planeta została odkryta w 2008 przez międzynarodowy zespół astronomów pod kierownictwem Jeremy’ego Baileya z Macquarie University w ramach programu Anglo-Australian Telescope Planet Search. Do jej odkrycia użyto metody astrometrycznej mierzącej niewielkie zaburzenia w ruchu gwiazdy spowodowane obecnością planet.

## Charakterystyka
Planeta krąży wokół gwiazdy w odległości około 3,4 ± 0,4 j.a. po prawie kołowej orbicie o mimośrodzie 0,12 ± 0,11. Okres orbitalny planety wynosi 3416 ± 131 dni, a jej masa przynajmniej 0,64 ± 0,06 masy Jowisza.